# Cheilosia vernalis
Cheilosia vernalis es una especie de sírfido. Se distribuyen por el paleártico en Eurasia.